# Philipp I. (Schaumburg-Lippe)

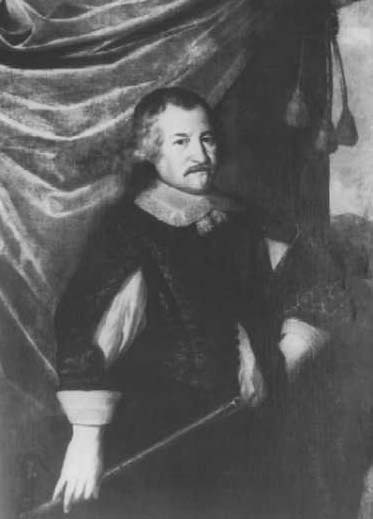
Graf Philipp I. zu Schaumburg-Lippe

Graf Philipp I. zur Lippe-Alverdissen (* 18. Juli 1601 auf Schloss Brake bei Lemgo; † 10. April 1681 in Stadthagen) und ab 1647 Graf zu Schaumburg-Lippe. Er war der Stammvater des Hauses Schaumburg-Lippe. 

## Leben und Herrschaft
Philipp I. war der jüngste Sohn des Grafen Simon VI. zur Lippe (1555–1613) und dessen zweiter Frau Gräfin Elisabeth von Holstein-Schaumburg.
Nach dem Tod seines Vaters erhielt er 1613 als Apanage die Ämter Lipperode und Alverdissen. 
Im Jahr 1646 erbte er von seiner Schwester, Gräfin Elisabeth von Holstein-Schaumburg, der Witwe des Grafen Georg Hermann von Holstein-Schaumburg (1577–1616) und Mutter des letzten regierenden Schaumburger Grafen Otto V., einen Teil der Grafschaft Schaumburg mit den Ämtern Stadthagen, Bückeburg, Ahrensburg und Hagenburg.
Am 19. Juli 1647 kam in Münster ein Vertrag zwischen ihm und der Landgräfin Amelia Elisabeth von Hessen-Kassel „zu Stande, nach welchem die ganze Grafschaft Schaumburg zwischen ihm und Hessen getheilt, und sein Antheil dem hessischen Lehensverbande unterworfen wurde“. Dieses Territorium führte von nun an den Namen Grafschaft Schaumburg-Lippe.
Auf sein Betreiben fanden in Arensburg Hexenverfolgungen statt.

## Ehe und Nachkommen
1644 heiratete er in Stadthagen die Landgräfin Sophie von Hessen-Kassel, Tochter des Landgrafen Moritz des Gelehrten von Hessen-Kassel und dessen Frau Juliane von Nassau-Dillenburg.
- Elisabeth (*/† 1646)
- Eleonore Sophie (* 1648; † 1671) unverheiratet
- Johanna Dorothea (* 1649; † 1695) ⚭ 1664 Graf Hans Adolf zu Bentheim-Tecklenburg (* 22. September 1637; † 29. August 1704)
- Hedwig Luise (* 1650; † 1731) ⚭ 1676 Herzog August von Schleswig-Holstein-Sonderburg-Beck (1652–1689)
- Wilhelm Bernhard (*/† 1651)
- Elisabeth Philippine (* 1652; † 1703) ⚭ 1680 Graf Philipp Christoph von Breuner († 5. April 1708)
- Charlotte Juliane (* 1654; † 1684) ⚭ 1676 Graf Hans Heinrich von Kuefstein (1643–1687)
- Friedrich Christian (* 1655; † 1728) ⚭ (1.) 1691 Gräfin Johanna Sophie zu Hohenlohe-Langenburg;  ⚭ (2.) 1725 Maria Anna Viktoria von Gall
- Karl Hermann (* 1656; † 1657)
- Philipp Ernst (* 1659; † 1723) ⚭ 1686 Herzogin Dorothea Amalia von Schleswig-Holstein-Sonderburg-Beck (1656–1739) Tochter von August Philipp